# ラブライブ!のユニットシングル
本項ではラブライブ!のディスコグラフィのうち、μ'sから派生したミニユニットによるシングルについて解説する。いずれも2つの歌と、そのオフボーカルバージョンのほかに、μ'sのメンバーが総出演するボイスドラマが収録されている。
2011年に第1シリーズが展開。各初回生産分には、特製プロフィールカード（全3種）がランダムで1枚封入されている。また法人特典として、アニメイト・ゲーマーズ・コミックとらのあなで、3作品すべてを連動購入すると、特製スリムポスターを入手できるキャンペーンが実施された。
2013年には Next Project 第2弾として、第2シリーズ "2nd session" がリリースされた。初回生産分には「私たちのユニットの強みは…？」カードが封入される。
2014年にはラブライブ! スクールアイドルフェスティバル（スクフェス）とのコラボレーションとして、第3シリーズ "3rd session" がリリースされる。初回生産分にはスクフェスのSRカードが封入される。
2015年も引き続きスクフェスとのコラボレーションとして、第4シリーズ "4th session" がリリースされる。初回生産分にはスクフェスのSRカードが封入される。
「ぷわぷわーお！」など、特典CDを初出とするものについては、ラブライブ!のディスコグラフィ#特典CDを参照。

## Love marginal
2011年5月25日に発売された、ミニユニット「Printemps」のデビューシングル。『ラブライブ！』ミニユニットシングルの第1弾でもある。キャッチコピーは「聞いてください、フクザツなキモチ」
Printempsのメンバーは、高坂穂乃果（声 - 新田恵海）、南ことり（声 - 内田彩）、小泉花陽（声 - 久保ユリカ）。
本CDの発売を記念して、AKIHABARAゲーマーズ本店にて、イベント「2011年度ラブライ部員とμ'sの課外活動 第1回 μ'sユニット Printempsシングル発売記念 トーク&ノベルティお渡し会」が開催された。
収録内容
全作詞：畑亜貴
1. Love marginal [4:34]
  - 作曲：藤末樹、編曲：藤末樹・松坂康司
  - 切ないメロディのダンス・ナンバー。内田によれば、“好きなんだよ！”という感じを押し出して歌ったという。

2. sweet&sweet holiday [4:18]
  - 作曲・編曲：山口朗彦
  - 表題曲と同じくダンサブルながらもかわいらしく、普段の新田、内田、久保のテンションに通じるかなり甘い楽曲となっている。

3. Love marginal [Off Vocal]
4. sweet&sweet holiday [Off Vocal]
5. やりたい握手会！▲ [10:45]
  - プロット：公野櫻子、脚本：子安秀明、出演：μ's

## ダイヤモンドプリンセスの憂鬱
2011年6月22日に発売された、ミニユニット「BiBi」のデビューシングル。『ラブライブ！』ミニユニットシングルの第2弾でもある。キャッチコピーは「聞いて欲しい、満たされないココロ」
BiBiのメンバーは、絢瀬絵里（声 - 南條愛乃）、西木野真姫（声 - Pile）、矢澤にこ（声 - 徳井青空）。
本CDの発売を記念して、AKIHABARAゲーマーズ本店にて、イベント「2011年度ラブライ部員とμ'sの課外活動 第2回 μ'sユニット BiBiシングル発売記念 トーク&ノベルティお渡し会」が開催された。
収録内容
全作詞：畑亜貴
1. ダイヤモンドプリンセスの憂鬱 [3:55]
  - 作曲：吉田勝弥、編曲：高田暁
  - R&Bないしヒップホップ的なトラックにクールな女子感を出しており、かっこいい楽曲に仕上がっている。

2. ラブノベルス [3:42]
  - 作曲・編曲：佐々倉有吾
  - 1980年代趣味のコミカルな楽曲。

3. ダイヤモンドプリンセスの憂鬱 (Off Vocal)
4. ラブノベルス (Off Vocal)
5. 雨の日の練習は▲ [10:28]
  - プロット：公野櫻子、脚本：子安秀明、出演：μ's

## 知らないLove*教えてLove
2011年7月27日に発売された、ミニユニット「lily white」のデビューシングル。『ラブライブ！』ミニユニットシングルの第3弾でもある。キャッチコピーは「染めてください、真っ白なワタシ」
lily whiteのメンバーは、園田海未（声 - 三森すずこ）、星空凛（声 - 飯田里穂）、東條希（声 - 楠田亜衣奈）。
本CDの発売を記念して、AKIHABARAゲーマーズ本店にて、イベント「2011年度ラブライ部員とμ'sの課外活動第3回 μ'sユニット lily whiteシングル発売記念 トーク&ノベルティお渡し会」が開催された。
収録内容
全作詞：畑亜貴
1. 知らないLove*教えてLove [4:00]
  - 作曲：星和生、編曲：福富雅之
  - 「昭和のアイドルソング」をイメージして作成された、ダイナミックなサウンドの歌謡曲。

2. あ・の・ね・が・ん・ば・れ！ [4:17]
  - 作曲・編曲：青木多果
  - 打ち込みだけでなく生のブラスの音が使用されている1970年代風歌謡曲。

3. 知らないLove*教えてLove (Off Vocal)
4. あ・の・ね・が・ん・ば・れ！(Off Vocal)
5. みんなで水着を選んだら▲ [10:31]
  - プロット：公野櫻子、脚本：子安秀明、出演：μ's

## 微熱からMystery
2013年6月26日に発売された、ミニユニット「lily white」のシングル。ユニットシングル 2nd sessionの第1弾。キャッチコピーは「あなたと過ごす今年の夏は、なぜかとっても胸騒ぎがします―」
2013年7月8日付のオリコン週間チャートでは1.5万枚を売り上げ、ラブライブ!関連CDでは最高記録となる週間4位を獲得した。また、ビルボードのHot Animationにおいても1位を獲得した。
収録内容
全作詞：畑亜貴
1. 微熱からMystery
  - 作曲・編曲：佐々木裕

2. キミのくせに！
  - 作曲：杉森舞、編曲：山元祐介

3. 微熱からMystery (Off Vocal)
4. キミのくせに！(Off Vocal)
5. プールでトレーニング！？▲
  - プロット：公野櫻子、脚本：子安秀明、出演：μ's

## Cutie Panther
2013年7月24日に発売された、ミニユニット「BiBi」のシングル。ユニットシングル 2nd sessionの第2弾。キャッチコピーは「好きになってしまったら、もう戻れないよ？…覚悟は決めた？」
2013年7月26日付のデイリーランキングでは3位にランクインし、ラブライブ!関連作品のデイリー最高順位を更新した。また、8月5日付のオリコン週間チャートでは1.6万枚を売り上げ、週間8位を獲得した。
収録内容
全作詞：畑亜貴
1. Cutie Panther
  - 作曲・編曲：佐々木裕

2. 夏、終わらないで。
  - 作曲・編曲：渡辺和紀

3. Cutie Panther (Off Vocal)
4. 夏、終わらないで。 (Off Vocal)
5. プールでウェイトレス！？▲ [10:28]
  - プロット：公野櫻子、脚本：子安秀明、出演：μ's

## Pure girls project
2013年8月21日に発売された、ミニユニット「Printemps」のシングル。ユニットシングル 2nd sessionの第3弾。キャッチコピーは「夢みたいに楽しかった…！あなたと過ごした今年の夏、絶対に忘れないよ…」
2013年9月2日付のオリコン週間チャートでは1.6万枚を売り上げ、週間10位を獲得。ユニットシングル 2nd session全てで週間トップ10入りを果たした。
収録内容
全作詞：畑亜貴
1. Pure girls project
  - 作曲・編曲：倉内達矢

2. UNBALANCED LOVE
  - 作曲・編曲：佐伯高志

3. Pure girls project (Off Vocal)
4. UNBALANCED LOVE (Off Vocal)
5. プールでオンステージ！▲
  - プロット：公野櫻子、脚本：子安秀明、出演：μ's

## 永遠フレンズ
2014年11月12日に発売された、ミニユニット「Printemps」のシングル。ユニットシングル 3rd sessionの第1弾。キャッチコピーは「いつまでも一緒だからね！」
『ラブライブ! スクールアイドルフェスティバル』のユーザー数が300万人を突破したことを記念して制作された。10月15日のアップデートにより楽曲が配信された。また、11月15日より同ゲームの起動画面のBGMにも使われている。
初回生産分には限定覚醒済みSRカード1枚が入手できるシリアルコードが1個（全3種）がランダムで付属する。
11月11日付のオリコンデイリーランキングでは5位にランクイン。翌日の11月12日付では3位にランクインした。さらに11月16日付では2位に上昇した。11月24日付のオリコン週間ランキングでは初動3.9万枚を売り上げ週間6位にランクインした。さらに、ビルボードのHot Animationにおいても初の1位を獲得した。
また、月間アニメシングルチャートでは初の1位を獲得した。
収録内容
全作詞：畑亜貴
1. 永遠フレンズ
  - 作曲・編曲：中土智博

2. 小夜啼鳥恋詩（）
  - 作曲・編曲：渡辺和紀

3. 永遠フレンズ (Off Vocal)
4. 小夜啼鳥恋詩 (Off Vocal)
5. カモナ！ 真姫ハウス ▲
  - プロット：公野櫻子、脚本：子安秀明、出演：μ's

## 秋のあなたの空遠く
2014年11月26日に発売された、ミニユニット「lily white」のシングル。ユニットシングル 3rd sessionの第2弾。キャッチコピーは「私の声は、届きますか―」
11月25日付のデイリーランキングで6位を獲得し、11月26日付では2位を獲得した。12月8日付のオリコン週間ランキングでは初動4.0万枚を売り上げ週間3位にランクインした。さらに、ビルボードのHot Animationにおいても2作連続となる1位を獲得した。
収録内容
全作詞：畑亜貴
1. 秋のあなたの空遠く
  - 作曲・編曲：増田武史

2. ふたりハピネス
  - 作曲・編曲：佐々木裕

3. 秋のあなたの空遠く (Off Vocal)
4. ふたりハピネス (Off Vocal)
5. 見たい知りたい！モードチェック ▲
  - プロット：公野櫻子、脚本：子安秀明、出演：μ's

## 冬がくれた予感
2014年12月24日に発売された、ミニユニット「BiBi」のシングル。ユニットシングル 3rd sessionの第3弾。キャッチコピーは「心はいつも、寄りそって―」
2014年12月22日付のデイリーランキングで4位を獲得し、12月24日付では2位を獲得した。2015年1月5日付のオリコン週間ランキングでは初動5.8万枚を売り上げ週間2位を獲得した。また、ビルボードのHot Animationにおいても初の1位を獲得し、HOT 100でも最高位となる2位を獲得した。
月間アニメシングルチャートでは1位を獲得。11月のPrintempsに続いて2ヶ月連続で「ラブライブ！」が首位獲得となった。
収録内容
全作詞：畑亜貴
1. 冬がくれた予感
  - 作曲・編曲：佐伯高志

2. Trouble Busters
  - 作曲：佐々倉有吾、編曲:倉内達矢

3. 冬がくれた予感 (Off Vocal)
4. Trouble Busters (Off Vocal)
5. 夢にときめけ！今にふりつけ！ ▲
  - プロット：公野櫻子、脚本：子安秀明、出演：μ's

評価
CDジャーナルのレビューでは、「Trouble Busters」について、マイナーコードとメジャーコードを行き来するアレンジが新鮮であり、矢澤にこを中心としたボーカルや掛け合いやラップパートが印象的だった評価されている。また、テンションの高いサウンドとあどけない歌声のミスマッチも癖になりそうとレビューの筆者は述べている。

## WAO-WAO Powerful day!
2015年11月25日に発売された、ミニユニット「Printemps」のシングル。ユニットシングル 4th sessionの第1弾。

## 思い出以上になりたくて
2015年12月23日に発売された、ミニユニット「lily white」のシングル。ユニットシングル 4th sessionの第2弾。

## 錯覚CROSSROADS
2016年1月20日に発売された、ミニユニット「BiBi」のシングル。ユニットシングル 4th sessionの第3弾。